# Tony Montana
Antonio "Tony" Montana (31 August, 1942, Havana, Cuba - 1 Martie 1983, Miami, Florida, SUA) este personajul principal din filmul Scarface. Este interpretat de Al Pacino în film iar în jocul video Scarface: The World Is Yours vocea sa este asigurată de André Sogliuzzo. 